# Martigné-Briand
Martigné-Briand era una comuna francesa situada en el departamento de Maine y Loira, de la región de Países del Loira, que el 1 de enero de 2017 pasó a ser una comuna delegada de la comuna nueva de Terranjou al fusionarse con las comunas de Chavagnes y Notre-Dame-d'Allençon.

## Demografía
| Gráfica de evolución demográfica de Martigné-Briand entre 1800 y 2014 |
|                                                                       |

Los datos demográficos contemplados en este gráfico de la comuna de Martigné-Briand se han cogido de 1800 a 1999 de la página francesa EHESS/Cassini, y los demás datos de la página del INSEE.